# Archieparquía mayor de Ernakulam-Angamaly
La archieparquía mayor de Ernakulam-Angamaly (en latín: Archieparchia Maior Ernakulamensis-Angamaliensis; en malabar: എറണാകുളം-അങ്കമാലി അതിരൂപത) es la sede archiepiscopal mayor de la Iglesia católica siro-malabar, una Iglesia sui iuris integrante de la Iglesia católica, que sigue la tradición litúrgica caldea (o siria oriental) usando como lengua litúrgica el siríaco oriental, junto con el malayalam y el inglés. Desde el 11 de enero de 2024 el arzobispo mayor de Ernakulam-Angamaly de los siro-malabares es Raphael Thattil, quien ocupa el octavo lugar de precedencia entre todos los obispos de las Iglesias católicas orientales. La eparquía propia del arzobispo mayor es la archieparquía de Ernakulam-Angamaly.

## Territorio y organización
La archieparquía mayor extiende su jurisdicción sobre los fieles católicos siro-malabares residentes en su territorio propio en la India: el estado de Kerala, parte del de Tamil Nadu y parte de Karnataka.
El territorio está subdividido en 349 parroquias.

### Arzobispo mayor
La jerarquía propia de la Iglesia católica siro-malabar está encabezada por el arzobispo o archieparca mayor de Ernakulam-Angamaly de los siro-malabares. La sede de la archieparquía mayor se encuentra en Ernakulam, en el municipio de Cochín (o Kochi), India, en donde se halla la catedral de la eparquía propia del arzobispo mayor, la Basílica de Santa María.  Desde el 11 de enero de 2024 el arzobispo mayor es Raphael Thattil y el arzobispo mayor emérito es George Alencherry.
Debido a la autonomía que se le reconoce como Iglesia arzobispal mayor, el arzobispo es elegido por el sínodo de la Iglesia siro-malabar y debe luego requerir la confirmación del papa, sin la cual no puede ser entronizado. En cuanto a la precedencia de honor en las Iglesias católicas orientales, el arzobispo de Ernakulam-Angamaly ocupa el octavo lugar, detrás del arzobispo de Kiev-Galitzia, que sigue en el orden de precedencia inmediatamente después de los patriarcas, en virtud del canon 154 del CCEO.

### Sínodo archiepiscopal mayor
El sínodo de la Iglesia siro-malabar está compuesto por todos los obispos siro-malabares, incluso los auxiliares, y es convocado y presidido por el arzobispo mayor, quien debe tomar todas las decisiones importantes de acuerdo con él. Se reúne habitualmente una vez al año. Como las demás Iglesias orientales católicas autónomas, conforme al CCEO, por decisión sinodal y luego de consultar a la Santa Sede, el arzobispo mayor puede erigir, modificar y suprimir eparquías o exarcados, así como nombrar a los obispos eparquiales o exarcas (can. 85). Los obispos son elegidos por el sínodo archiepiscopal mayor de una lista de candidatos elaborada previamente por el sínodo y enviada por el arzobispo mayor al papa para su aprobación (can. 181-187). Fuera del territorio propio de la archieparquía mayor, el arzobispo mayor y el sínodo de la Iglesia siro-malabar tienen jurisdicción en materia litúrgica únicamente (can. 150); sin embargo, de acuerdo con el sínodo, el arzobispo mayor puede proponer al papa la erección de circunscripciones eclesiásticas siro-malabares fuera de los límites de su territorio (can. 148). Los obispos católicos siro-malabares por fuera del territorio propio de la archieparquía mayor son nombrados por el papa entre al menos tres candidatos elegidos por el sínodo (can. 149).

### Curia archiepiscopal mayor
La curia de la Iglesia archiepiscopal mayor comenzó a funcionar en marzo de 1993 en la casa archiepiscopal de Ernakulam-Angamaly, pero desde el 27 de mayo de 1995 tiene su sede en el Mount St. Thomas, cerca de Kakkanad en la ciudad de Cochín (actualmente llamada Kochi) en Kerala. Un nuevo edificio curial fue inaugurado el 3 de julio de 1998. La Basílica de Santa María, catedral de la archieparquía mayor, se encuentra en el mismo lugar. La curia comprende el sínodo permanente, los obispos de sedes titulares o eméritos asignados a la curia (hasta 3), el tribunal ordinario de la Iglesia archiepiscopal mayor, el oficial de finanzas, el canciller archiepiscopal mayor, la comisión litúrgica y otras comisiones. De acuerdo con el CCEO, los miembros de la curia son nombrados por el arzbispo mayor (can. 114), a excepción del sínodo permanente presidido por el propio arzobispo y con cuatro obispos, uno elegido por el arzobispo y tres designados por quinquenio por el sínodo (can. 115), los cuales se reúnen al menos dos veces al año (can. 120).

## Historia
Antes del Sínodo de Diamper en 1599, el metropolitano de Angamaly de la Iglesia católica caldea tenía jurisdicción indefinida sobre el subcontinente indio. El 22 de diciembre de 1610 el arzobispo de Goa limitó esa jurisdicción a la costa de Malabar, que comprendía la mayor parte del entonces estado de Cochín y algunas partes del de Travancore. En 1886 su territorio quedó comprendido a los nuevos vicariatos apostólicos malabares. Al establecerse la jerarquía siro-malabar en 1923 su jurisdicción quedó confinada entre el río Pampa al sur y el río Bharathapuzha al norte de Kerala. La Santa Sede decretó en 1953 y 1955 la extensión del territorio a la totalidad del estado de Kerala y a los territorios de las diócesis latinas de Mangalore, Chickmagalur, Mysore y Coimbatore.
El 16 de diciembre de 1992, con la constitución apostólica Ernakulamensis-Angamaliensis del papa Juan Pablo II, la Iglesia católica siro-malabar fue elevada al rango de Iglesia arzobispal mayor; al mismo tiempo, la archieparquía de Ernakulam tomó su nombre actual y se convirtió en la archieparquía propia del arzobispo mayor.

Quae maiori Christifidelium bono proficiunt, ea, pro gravissimo Nostro munere Pastoris totius Dominici gregis, sedula navitate nitimur praestare. Qua re, cum Ecclesia Syro-Malabarensis a sancti Thomae Apostoli praedicatione, ut constans fert traditio, genita ac proprio venerabili et spirituali patrimonio ditata, saeculorum decursu per tot rerum discrimina in dies firmata creverit, peropportunum Nobis videtur eandem constitui Ecclesiam archiepiscopalem maiorem. De consilio igitur Venerabilis Fratris Nostri Achillis S.R.E. Cardinalis Silvestrini, Praefecti Congregationis pro Ecclesiis Orientalibus, Apostolica Nostra usi potestate Ecclesiam Syro-Malabarensem constituimus Ecclesiam archiepiscopalem maiorem Ernakulamensem-Angamaliensem nomine appellandam, omnibus factis iuribus et officiis, quae ad normam sacrorum canonum Ecclesiarum Orientalium eidem competunt, mandantes ut eius territorium circumscribatur finibus Provinciarum Ecclesiasticarum Ernakulamensis et Changanacherrensis atque Archiepiscopi Maioris stabilis residentiae sedes in ipsa urbe Ernakulamensi ponatur. Quae vero iussimus ad effectum rite adducantur deque absoluto negotio sueta documenta exarentur et ad Congregationem, quam diximus, mittantur. Hanc denique Apostolicam Nostram Constitutionem nunc et in posterum ratam esse volumus, contrariis quibuslibet rebus non obstantibus.

## Episcopologio
- Antony Padiyara † (16 de diciembre de 1992-11 de noviembre de 1996, renunció)
- Varkey Vithayathil, C.SS.R. † (23 de diciembre de 1999-1 de abril de 2011, falleció)
- George Alencherry (25 de mayo de 2011-7 de diciembre de 2023, Vaticano mandó a que renunciara)
  - Sebastian Vaniyapurackal, administrador archiepiscopal (7 de diciembre de 2023-9 de enero de 2024)[9]
- Raphael Thattil, desde el 11 de enero de 2024.[2]